# Xenia Zauner
Xenia Zauner (* 1980) ist eine österreichische Polizistin, sie leitet seit November 2020 die Einsatzabteilung der Wiener Polizei und führt den Dienstgrad Brigadier.

## Leben
Xenia Zauner trat nach der Matura 1999 in den Polizeidienst ein. Berufsbegleitend absolvierte sie 2005/2006 den Kurs für dienstführende Beamte, von 2008 bis 2011 den Bachelorstudiengang "Polizeiliche Führung" und von 2013 bis 2017 den Masterstudiengang "Strategisches Sicherheitsmanagement" an der Fachhochschule Wiener Neustadt.
Als Polizistin war sie tätig am Wachzimmer am Karlsplatz, wo damals der Haupt-Treffpunkt der Wiener Drogenszene zu finden war. Sie wirkte weiters in der Außenstelle West des Landeskriminalamts, welche auf Sexualdelikte spezialisiert ist.
Sie war zeitweise die Leiterin der Verkehrsabteilung Wien-Meidling und übernahm dann die stellvertretende Leitung des Referates Strategie und Entwicklung in der Landespolizeidirektion Wien.
Tätig war sie auch im operativen Permanenzdienst als leitender Offizier in der Landesleitzentrale Wien.
Im Offiziersklub der Sicherheitsexekutive ist sie die Vizepräsidentin.
Sie ist auch Vizepräsidentin des Weißen Rings, welcher sich der Hilfe für Opfer von Straftaten widmet.
Sie ist mit dem Schauspieler Martin Zauner verheiratet.